# Diverticolite
La diverticolite è una patologia dell'apparato digerente, caratterizzata dall'infiammazione di uno o più diverticoli (estroflessione della mucosa). La maggior parte dei casi di diverticolite è localizzata nel colon (in particolare discendente e sigma). Solitamente i sintomi includono un dolore addominale inferiore con esordio improvviso. Nei pazienti nordamericani ed europei il dolore generalmente compare sul lato sinistro, mentre per gli asiatici è spesso sul destro. Si possono riscontrare anche febbre, nausea, diarrea o stitichezza, sangue nelle feci. Possono verificarsi ripetuti attacchi.
La causa è incerta. I fattori di rischio possono includere l'obesità, la mancanza di esercizio fisico, il fumo, una storia familiare della malattia e l'assunzione di farmaci anti-infiammatori non steroidei (FANS). Il ruolo che assume l'alimentazione con fibre alimentari non è chiaro. La presenza di estroflessioni della mucosa dell'intestino crasso non infiammate, prende il nome di diverticolosi. L'infiammazione si verifica tra il 10% e il 25% ed è dovuta a una infezione batterica. La diagnosi può essere fatta mediante l'esecuzione di esami del sangue, tomografia computerizzata, colonscopia o clisma opaco. La diagnosi differenziale si pone con la sindrome dell'intestino irritabile.
Storicamente viene consigliato di evitare l'assunzione di noci e semi, tuttavia non è mai stata trovata una correlazione tra mangiare questi alimenti e la diverticolite e quindi questa precauzione non viene più raccomandata. La mesalazina e la rifaximina appaiono utili per prevenire gli attacchi nei pazienti con diverticolosi. Nei casi di lieve diverticolite, si consigliano antibiotici per via orale e una dieta liquida. Per i casi gravi, può essere necessaria l'assunzione di antibiotici per via endovenosa e il ricovero in ospedale. Il vantaggio dovuto al ricorso ai probiotici è poco chiaro. Complicazioni come la formazione di ascessi, la formazione di fistole e la perforazione del colon possono richiedere un intervento chirurgico.
La malattia è comune nel mondo occidentale e rara in Africa e in Asia. Nel mondo occidentale circa il 35% delle persone soffrono di diverticolosi, mentre la condizione colpisce meno dell'1% di coloro che abitano nelle zone rurali dell'Africa. La malattia diventa più frequente con l'avanzare dell'età fino a essere particolarmente comune in coloro che hanno una età superiore ai 50 anni. Nel 2003, in Europa la diverticolite è stata responsabile di circa 13 000 decessi. Nel 2013 negli Stati Uniti i costi associati con la malattia diverticolare si sono stimati in circa 2,4 miliardi di dollari all'anno.

## Epidemiologia
La diverticolite più spesso colpisce persone di mezza età e anziani, anche se può essere riscontrata in pazienti più giovani, spesso correlata con l'obesità.
Nei paesi occidentali, la malattia diverticolare coinvolge più comunemente il sigma (95% dei pazienti). La prevalenza della malattia diverticolare è aumentata da un valore stimato del 10% nel 1920 al 35% e 50% alla fine del 1960. Il 65% di coloro che hanno un'età pari o superiore agli 85 anni possono aspettarsi una qualche forma di malattia diverticolare del colon. Meno del 5% di quelli di età inferiore ai 40 anni possono essere colpiti da malattia diverticolare.
Sempre in Occidente, la malattia diverticolare è più comune nel lato sinistro del sigma, mentre il lato destro è più colpito in Asia e in Africa. Tra i pazienti con diverticolosi, il 10-25% andrà a sviluppare diverticolite durante la loro vita.

## Presentazione clinica
La diverticolite può essere accompagnata da sintomi come dolore addominale, nausea, febbre, vomito e diarrea, correlati nelle analisi del sangue da alti valori di proteina C reattiva. Se la febbre è alta intermittente e associata a brividi, ha le caratteristiche di una febbre settica, e probabilmente è settica l'origine della diverticolite.
La rottura della parete intestinale in seguito a diverticolite (perforazione) porta a gravi complicanze, prima fra tutte la peritonite, con il riempimento della cavità peritoneale di colonie di batteri che aumentano seriamente il rischio di sepsi.

## Cause
Lo sviluppo di diverticoli del colon viene ritenuto essere il risultato dell'aumento della pressione intraluminale del colon. Il sigma ha il diametro più piccolo di qualsiasi porzione del colon e quindi è la porzione in cui si ha la massima pressione intraluminale. L'affermazione che la mancanza di fibra alimentare, in particolare la fibra non solubile (nota come "crusca") predispone gli individui alla malattia diverticolare, è stata a lungo accettata nella letteratura medica. Tuttavia, uno studio svolto per verificare la teoria ha trovato che "una dieta ricca di fibre e la maggiore frequenza dei movimenti intestinali sono associati a una maggiore, piuttosto che minore, prevalenza di diverticolosi".

### Dieta
Gli alimenti come semi, noci e mais sono stati, in passato, ritenuti da molti professionisti sanitari complici di un possibile aggravamento della diverticolite. Tuttavia, studi recenti non hanno trovato alcuna prova che suggerisca di evitare noci e semi per prevenire la progressione della diverticolosi verso la diverticolite acuta.

## Diagnosi

Diverticolite del quadrante sinistro inferiore, visto tramite tomografia computerizzata

Le persone che presentano i sintomi della diverticolite, vengono comunemente studiate tramite tomografia computerizzata (TC). La scansione TC è molto precisa (98%) nella diagnosi di diverticolite. Per estrarre il maggior numero di informazioni possibili sulle condizioni del paziente, vengono effettuate sezioni sottili (5 mm) in piani assiali dell'addome e pelvi dopo che al paziente è stato somministrato mezzo di contrasto intravascolare. Le immagini possono rivelare ispessimento localizzato e iperemia (aumento del flusso sanguigno) che coinvolgono un segmento della parete del colon, con alterazioni infiammatorie che si estendono nei tessuti adiposi che circondano il colon. La diagnosi di diverticolite acuta viene fatta con sicurezza quando il segmento coinvolto contiene diverticoli. La TC può anche identificare i pazienti con complicanze, come la presenza di un ascesso. Con la TC si può anche eseguire un drenaggio radiologicamente guidato di un ascesso, risparmiando al paziente un intervento chirurgico.
Altre indagini diagnostiche, come il clisma opaco e la colonscopia, sono controindicate nella fase acuta della diverticolite a causa del rischio di perforazione.

### La diagnosi differenziale
La diagnosi differenziale comprende il cancro al colon, la malattia infiammatoria intestinale, la colite ischemica, la pseudo-ostruzione intestinale cronica e la sindrome dell'intestino irritabile, nonché un certo numero di patologie urologiche e ginecologiche. Alcuni pazienti riferiscono sanguinamento al retto.

## Terapia
Nella maggior parte dei casi di semplice diverticolite, la malattia risponde alla terapia conservativa con il riposo intestinale e con gli antibiotici. La terapia medica consiste nella somministrazione prolungata di un antibiotico associato a un antispastico. Gli antibiotici più recenti in uso agiscono ad ampio raggio, contro un elevato numero dei circa 250 principali ceppi batterici noti in letteratura scientifica, per cui non si rende necessario un esame dell'intestino e delle feci per identificare il batterio e un antibiotico mirato. Meno consigliato è l'uso di FANS e corticosteroidi che possono facilitare una perforazione in prossimità del diverticolo. Nei casi più complicati, come ad esempio peritonite, ascessi, fistole, può essere necessario un intervento di resezione d'urgenza della sede interessata, con o senza anastomosi.
I malati possono essere sottoposti a una dieta a basso residuo. Questa dieta povera di fibre dà al colon tempo sufficiente per guarire senza essere sottoposto a troppi carichi di lavoro. Successivamente, i pazienti vengono indirizzati a una dieta ricca di fibre.

### Trattamento chirurgico
L'intervento chirurgico per la diverticolite può essere a carattere elettivo o essere una scelta d'emergenza. L'intervento chirurgico deve essere eseguito a seconda di fattori esterni quali lo stadio della malattia, l'età del paziente e la sua condizione medica generale, come pure la gravità e la frequenza degli attacchi o se i sintomi persistono dopo un primo episodio acuto. Nella maggior parte dei casi, la decisione di effettuare l'intervento chirurgico viene presa quando i rischi della chirurgia sono inferiori a quelli risultanti dalle complicanze della condizione. La chirurgia elettiva può essere eseguita almeno sei settimane dopo la guarigione dalla diverticolite acuta.
La chirurgia di emergenza diviene necessaria per le persone il cui intestino presenta delle perforazioni. La perforazione intestinale comporta sempre un'infezione della cavità addominale. Durante l'intervento chirurgico di diverticolite, la sezione di perforazione viene rimossa e viene eseguita una colostomia. Ciò significa che il chirurgo crea un'apertura (stomia) tra l'intestino crasso e la superficie della pelle. La colostomia viene chiusa in circa 10 o 12 settimane, in un intervento chirurgico successivo, in cui le estremità tagliate dell'intestino si ricongiungono.
Il primo approccio chirurgico consiste nella resezione e nell'anastomosi primaria. Questa prima fase di intervento viene eseguita su pazienti con buona vascolarizzazione e privi di tensioni intestinali. Il margine prossimale deve essere una zona del colon flessibile e senza ipertrofia o infiammazione. Il margine distale dovrebbe estendersi al terzo superiore del retto dove terminano le taenia coli. Non tutti i diverticoli del colon devono essere rimossi, in quanto i diverticoli prossimali del colon discendente e del sigma difficilmente causano altri sintomi.
L'intervento chirurgico per diverticolite può essere fatto in due modi: attraverso una resezione intestinale primaria o attraverso una resezione intestinale con colostomia. Entrambe le resezioni intestinali possono essere eseguite in modo tradizionale o con la chirurgia laparoscopica. La resezione intestinale tradizionale è realizzata con un approccio chirurgico a cielo aperto, chiamato colectomia. Durante una colectomia, il paziente viene posto sotto anestesia generale. Il chirurgo farà un'incisione nella linea mediana inferiore dell'addome o una incisione trasversale inferiore. La sezione malata del crasso viene rimossa e successivamente le due estremità sane saranno cucite. Una colostomia implica la creazione di una temporanea apertura del colon sulla superficie della pelle dove sarà posto un sacchetto rimovibile per la raccolta delle feci.
Tuttavia, la maggior parte dei chirurghi preferisce l'intervento in laparoscopia, poiché il dolore è ridotto e il recupero del paziente è più veloce. La chirurgia laparoscopica è una procedura minimamente invasiva in cui vengono eseguite tre o quattro piccole incisioni nell'addome.

## Complicazioni
Tra le complicazioni della diverticolite, i batteri possono successivamente infettare l'esterno del colon, se un diverticolo infiammato si rompe. Se l'infezione si diffonde alla sierosa della cavità addominale (peritoneo) questo può causare una peritonite potenzialmente fatale. A volte i diverticoli infiammati possono causare restringimento dell'intestino, portando a un ostacolo. Inoltre, la parte interessata del colon può aderire alla vescica o ad altri organi nella cavità pelvica, causando una fistola o un'anormale connessione tra un organo e la struttura adiacente.